# Orgeat

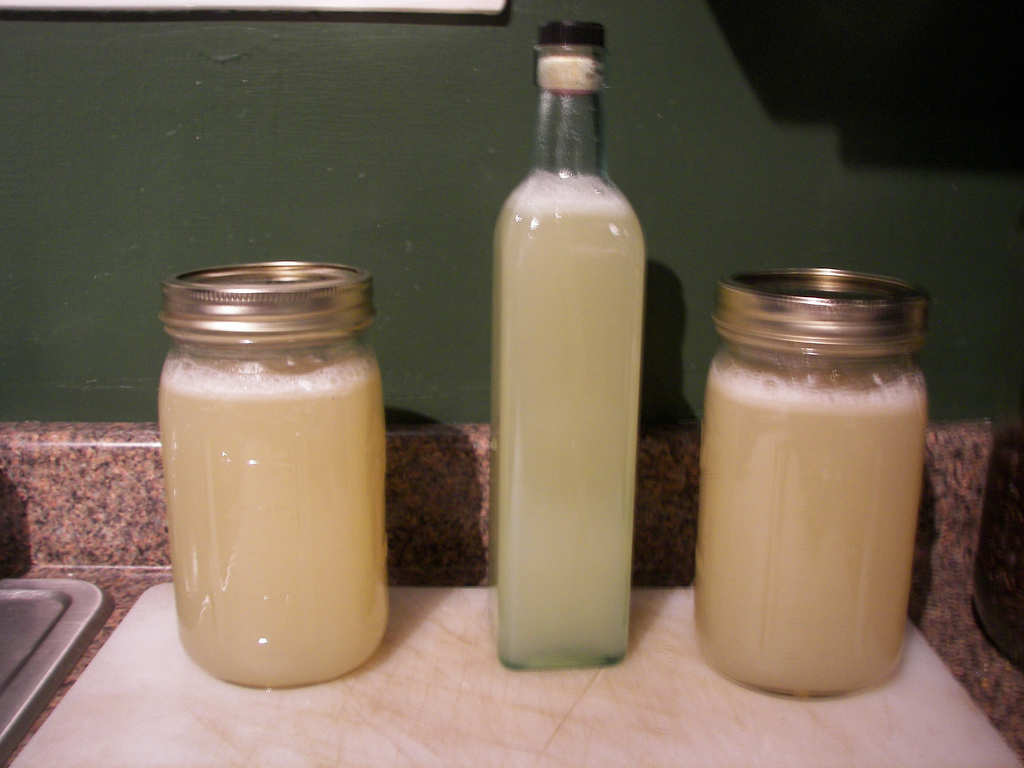
Selbstgemachter Orgeat-Sirup.

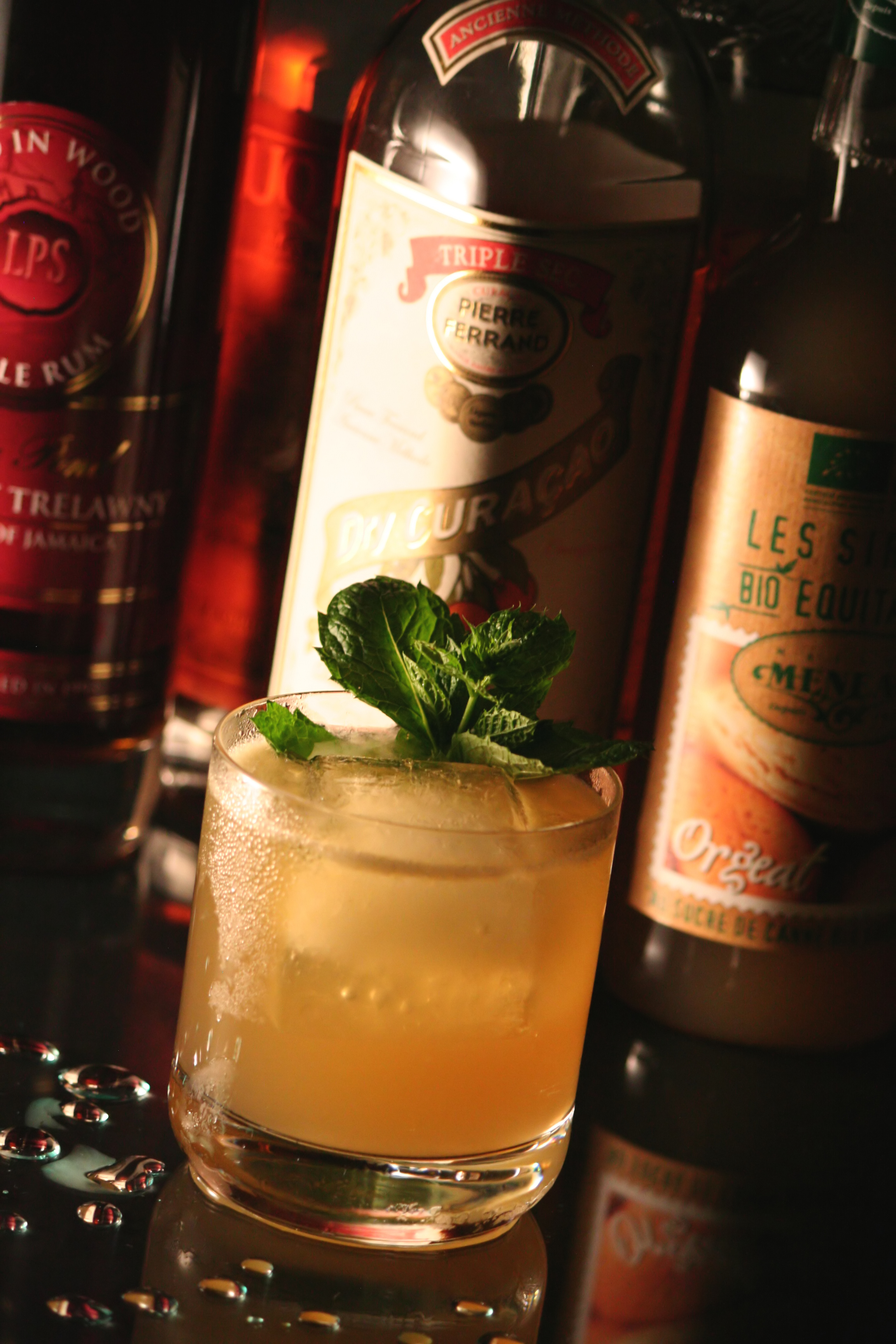
Mai Tai mit typischen Zutaten, hinten rechts eine Flasche Orgeat.

Orgeat [ɔrˈʒɑː] (oder [ɔrˈʒɑːt]) ist ein Sirup mit Mandel-Geschmack, der oft mit Orangenblütenwasser oder Rosenwasser verfeinert wird. Er findet vor allem bei der Zubereitung von Cocktails Verwendung, zum Beispiel im Mai Tai und in der Mauresque. Der Sirup geht geschmacklich in Richtung Marzipan und ist milchig-trüb.
Ursprünglich wurde Orgeat aus einer Mischung aus Gerste und Mandeln hergestellt, wobei Mandeln – anders als bei Mandelmilch – nicht zwingend enthalten sein müssen. Der Name leitet sich vielmehr aus dem Lateinischen ab, in der hordeata „aus Gerste hergestellt“ bedeutet; Gerste heißt auf Französisch orge. Das Spanische Wort Horchata hat dieselben Wurzeln, ansonsten hat das Getränk aber kaum Gemeinsamkeiten mit dem an der Bar verwendeten Orgeatsirup. Der italienische Orzata-Sirup wird aus Benzoeharz hergestellt.
Auf Malta gibt es ruġġata aus Mandeln und Vanilleessenz, die darüber hinaus Zimt und Gewürznelken enthalten kann. Ein ähnliches Getränk ist auf den griechischen Inseln Chios und Nisyros unter dem Namen Soumada und auf Kefalonia als Orzata bekannt. In Tunesien wird ein gesüßtes Mandelgetränk rozata genannt und wird in verschiedenen Geschmacksrichtungen angeboten.